# Rilievi italiani

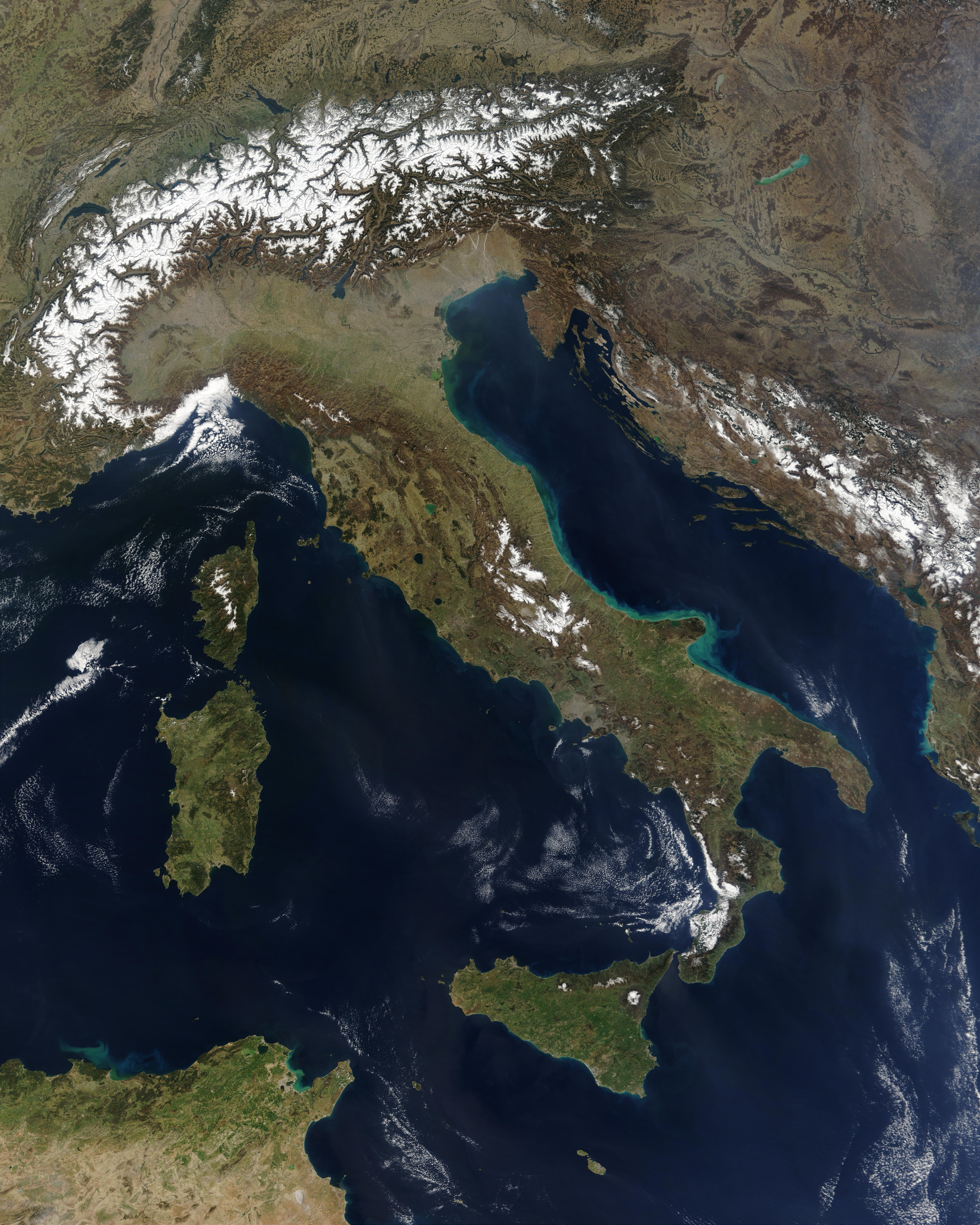
Veduta da satellite che evidenzia il complesso dei rilievi montuosi italiani

I rilievi montuosi e collinari occupano in Italia i 3/4 dell'intera superficie; il restante territorio è costituito dalle pianure, le quali si estendono lungo il corso dei fiumi.
Dall'estremo confine orientale (Alpi Giulie e Carso) alla punta meridionale della penisola (giogo dell'Aspromonte), tale rilievo costituisce un'unica catena, a forma di una grande S.
Nella grande S montuosa, si distinguono due tronchi con le loro particolari caratteristiche:
1. Le Alpi, delle quali appartiene alla regione italiana solo il versante meridionale;
2. Gli Appennini, che corrono lungo la penisola e sono perciò completamente italiani.

## Le Alpi
Le Alpi si estendono per 1.200 km circa in lunghezza e occupano una superficie di 300.000 km². 
La dorsale alpina si estende in larghezza per un minimo di 50 km in linea d'aria, tra Savona e Mondovì e per un massimo di 360 km tra Vienna e Fiume.
La Bocchetta di Altare (Colle di Cadibona), situata a monte del porto di Savona, segna il punto di unione tra la Catena Alpina e la Catena Appenninica.    

## Gli Appennini
Per circa 1.200 km di lunghezza, dal Colle di Cadibona fino in Aspromonte, gli Appennini costituiscono un insieme di catene montuose, di altipiani, di dorsi, la cui altezza media è assai inferiore a quella delle Alpi.
Con il Corno Grande, nel Gruppo del Gran Sasso (Abruzzo), raggiungono i 2.912 m di altitudine sul livello del mare.
L'estensione in larghezza degli Appennini varia da un minimo di 30 km ad un massimo di 250 km dove, tra Ancona ed il Monte Argentario, la penisola italiana si dilata maggiormente.

## Rilievo sardo-corso
Corsica e Sardegna fanno parte di un sistema tettonico e orogenetico distinto.